# Jean Riolan
Pour les articles homonymes, voir Riolan.
Jean Riolan l'Ancien, né à Amiens en 1539 et mort le 18 octobre 1606, est un médecin français. Doyen de la faculté de médecine de Paris, c'est un farouche défenseur du galénisme traditionnel contre la nouvelle médecine chimique. 

## Biographie
Nommé docteur en médecine à Paris vers 1574, Riolan enseigna l'anatomie et la médecine à la Faculté de médecine de Paris, et en devint doyen en 1586.
Il a laissé beaucoup d'écrits : la plupart ne sont que des commentaires sur les doctrines d'Hippocrate et de Fernel. Il défend Hippocrate et Galien contre les chimistes. Surtout contre  Joseph du Chesne, auteur de De priscorum philosophorum verae medicinae (1603), une interprétation chimique du cosmos et de l'homme, contre lequel il répond la même année par Apologia pro Hippocratis et Galeni Medicina.
La polémique pamphlétaire qui s'ensuit est très complexe et s'étend à toute l'Europe. Le chimiste Allemand Andreas Libavius ayant pris parti pour Duchesne, Riolan l'Ancien lui répond par un dernier pamphlet Ad Libavi Maniam (1606), où il suggère que l'alchimie pourrait être d'origine diabolique, donc à rejeter.  
Il s'oppose aussi violemment aux prétentions universitaires des chirurgiens.
Sa doctrine sur les fièvres est exposée dans une publication posthume Tractatus de febribus (1640).
Son fils est Jean Riolan (1577-1657), dit le Jeune, lui aussi médecin et chef de file des galénistes de la faculté de médecine de Paris, opposé aux chimistes et aux « circulateurs » (partisans de la circulation du sang de William Harvey).

## Œuvres
- Opera omnia, 1610 — Avec index des chapitres